# Яновиц, Иштван
Иштван Яновиц (венг. Janovitz István; 21 февраля 1907, Сепши, Австро-Венгрия — 30 декабря 1955, Монреаль, Канада) — венгерский футболист, игравший на позиции полузащитника, выступал за клуб «Аттила». Был главным тренером нидерландских клубов «Юлиана», «Гермес ДВС» и «Блау-Вит».

## Биография
Иштван родился в феврале 1907 года в городе Сепши на территории Австро-Венгрии. Отец — Адольф Яновиц, мать — Илона Шлезингер.
В возрасте 19 лет начал выступать за футбольный клуб «Аттила» из Мишкольца, играл на позиции полузащитника. В июле 1927 года был участником заграничной поездки в Италию, где его команда встретилась с недавно основанным клубом «Рома». В первой встрече, состоявшейся 22 июля, футболисты «Аттилы» уступили 1:0, а через два дня, 24 июля, разгромили вторую команду «Ромы» со счётом 6:0. В 1928 году в составе клуба дошёл до финала Кубка Венгрии, в котором его команда проиграла «Ференцварошу». После девяти лет выступлений был вынужден завершить игровую карьеру из-за травмы колена.
В свободное вне футбола время обучался в юридическом университете, в 1932 году получил диплом юриста. Женился в возрасте двадцати восьми лет — его супругой стала 26-летняя Магдольна (Магда) Фельдман, уроженка Мишкольца. Их брак был зарегистрирован 17 декабря 1936 года в Мишкольце. В 1946 году у них родился сын по имени Андраш (Андре).
В 1949 году с женой и сыном переехал в Нидерланды, поселившись в Амстердаме по адресу Тенирстрат 2. В том же году сдал экзамен и получил тренерскую лицензию от Футбольного союза Нидерландов. Его первым местом работы стала команда «Юлиана» из Херлена., в связи с этим, он ненадолго переехал в Керкраде. В его дебютном сезоне «Юлиана» заняла последнее место в своей группе и выбыла во второй класс чемпионата Нидерландов.
В апреле 1950 года было объявлено, что Яновиц станет тренером клуба «Гермес ДВС» — издание Nieuwe Schiedamsche Courant отмечало, что он прибыл в Нидерланды в 1948 году в качестве политического беженца и был доктором юридических наук. Спустя сезон возглавил амстердамский «Блау-Вит». Под его руководством команда в сезоне 1951/52 заняла 11-е место в группе, а годом позже завершила сезон на 9-й строчке.
В мае 1953 года переехал с семьёй в Канаду. По данным издания De Telegraaf, он принял предложение стать тренером на одной из фабрик компании Ford.
Умер 30 декабря 1955 года в Монреале в возрасте 48 лет. Похоронен на еврейском кладбище Барона де Гирша в Монреале. После его смерти супруга с сыном вернулись в Амстердам — в июне 1977 года Магдольна умерла в возрасте 66 лет.

## Достижения
- Финалист Кубка Венгрии: 1927/28